# Begonia timorensis
Espèce
Synonymes
- Begonia aptera Decne.[1]
- Begonia decaisneana Gagnep.[1]
- Diploclinium timorense Miq.[1] [2]

Begonia timorensis est une espèce de plantes de la famille des Begoniaceae. Ce bégonia est originaire d'Indonésie. L'espèce fait partie de la section Petermannia. Elle a été décrite en 1856 par Friedrich Anton Wilhelm Miquel (1811-1871) sous le basionyme de Diploclinium timorense, puis recombinée en 1984 dans le genre Begonia par Jack Golding (1918-2009) et C. Karegeannes. L'épithète spécifique timorensis signifie « du Timor », une île de l'archipel indonésien.

## Répartition géographique
Cette espèce est originaire du pays suivant : Indonésie.